# 흰덩이멍게과
흰덩이멍게과(Didemnidae)는 무관해초목에 속하는 피낭동물과의 하나이다. 해저 얕은 물에서 발견되는 해양 동물이다. 여러 마리의 작은 개충이 모여서 하나의 군체를 이루는 군체형 멍게류이다. 9개 속을 포함하고 있다.

## 하위 속
- Atriolum Kott, 1983
- Clitella Kott, 2001
- Coelocormus Herdman, 1886
- 흰덩이멍게속 (Didemnum) Savigny, 1816 - 반짝흰덩이멍게(D. candidum), 흰덩이멍게(D. moseleyi) 포함
- Diplosoma Macdonald, 1859
- Leptoclinides Bjerkan, 1905
- Lissoclinum Verrill, 1871
- Polysyncraton Nott, 1892
- Trididemnum Della Valle, 1881